# 스마트윙스의 운항 노선
2025년을 기준으로, 스마트윙스는 다음의 노선을 운항하고 있다.

## 운항 노선

### 아시아
- 아랍에미리트
  - 두바이 - 두바이 국제공항
- 이스라엘
  - 이스라엘 - 벤구리온 국제공항

### 아프리카
- 이집트
  - 마르사알람 - 마르사알람 국제공항
  - 후르가다 - 후르가다 국제공항

### 유럽

#### 서유럽
- 프랑스
  - 파리 - 파리 샤를 드 골 국제공항
  - 니스 - 니스 코트다쥐르 공항

#### 남유럽
- 그리스
  - 아테네 - 아테네 국제공항
  - 로도스 - 로도스 국제공항
  - 사모스 - 사모스 국제공항
  - 산토리니 - 산토리니 국제공항
  - 카니아 - 카니아 국제공항
  - 카르파토스 - 카르파토스 국제공항
  - 케팔로니아 - 케팔로니아 국제공항
  - 코르푸 - 코르푸 국제공항
  - 코스 - 코스 국제공항
- 스페인
  - 마드리드 - 마드리드 바라하스 국제공항
  - 라스팔마스 - 그란 카나리아 공항
  - 라팔마 - 라팔마 공항
  - 란조르테 - 란조르테 공항
  - 말라가 - 말라가 공항
  - 메노르카 - 메노르카 공항
  - 발렌시아 - 발렌시아 공항
  - 알메리아 - 알메리아 공항
  - 테네리페 - 테네리페 남부 공항
  - 팔마데마요르카 - 팔마데마요르카 공항
  - 푸에르테벤투라 - 푸에르테벤투라 공항
- 알바니아
  - 티라니아 - 티라니아 국제공항
- 이탈리아
  - 라메지아테르메 - 라메지아테르메 국제공항
  - 브린디시 - 브린디시 공항
  - 올비아 - 올비아 코스타 스메랄다 공항
  - 카타니아 - 카타니아 폰타나로사 공항
  - 칼리알리 - 칼리알리 엘마스 공항
- 키프로스
  - 라르나카 - 라르나카 국제공항
- 튀르키예
  - 안탈리아 - 안탈리아 공항
  - 이즈미르 - 이즈미르 아드난 멘데레스 공항
- 포르투갈
  - 폰타델가다 - 폰타델가다 공항
  - 푼샬 - 마데이라 공항

#### 동유럽
- 불가리아
  - 바르나 - 바르나 공항
  - 부르가스 - 부르가스 공항
- 체코
  - 프라하 - 프라하 바츨라프 하벨 국제공항 허브
- 크로아티아
  - 스플리트 - 스플리트 공항